# Dan Franck
Dan Franck (París, 17 de octubre de 1952) es un novelista, guionista y actor francés, conocido en Francia sobre todo por su novela La separación, ganadora del premio Renaudot de 1991, traducida en más de diecisiete idiomas, entre ellos al español y llevada al cine en 1994 por Christian Vincent.

## Biografía
Tras sus estudios de sociología en la universidad de la Sorbona, comenzó a escribir, recibiendo el premio a la primera novela en 1980 por Les Calendes grecques, y posteriormente el premio Renaudot en 1991 para La Separación. Ese mismo año comenzaron sus aproximaciones a la industria del cine, tanto en su faceta de actor como en la de guionista.
Escribe también en colaboración con otros autores como Enki Bilal o Jean Vautrin. Con este segundo concibió la serie de novelas conocida como Las Aventuras de Boro, reportero gráfico. Novelista, ensayista, guionista para el cine y la televisión, ha trabajado también como negro literario en 62 obras y publicado algunas bajo el seudónimo de Marc Kajanef.
En 2015 es uno de los firmantes del Manifiesto de los 58 en el que 58 personalidades de la vida francesa se manifestarían para defender la libertad de manifestación en Francia mientras estuviese el estado de emergencia decretado por los atentados de París.
En 2016 ha conseguido un premio EuroFipa de Honor del Festival Internacional de Programas Audiovisuales que reconoce una figura relevante en la industria audiovisual europea.

## Obra literaria

### Novelas

#### Novelas en solitario
Ha escrito las siguientes novelas en solitario:
- "Les Calendes grecques", Ed. Calmann-Lévy, 1980; Premios de la primera novela (1980).
- "Apolline", Ed. Stock, 1982
- "La Dame du Soir, Ed. Mercure de France, 1984
- "Les Adieux", Ed. Flammarion, 1987
- ""Le Cimetière des fous", Ed. Flammarion, 1989
- "La Separatión" Ed, Seouil, 1991 - premio Renaudot (1991)
- "Une jeune fille", Seuil, 1994
- "Nu couché", Ed. Seuil, 1998
- "Les Enfants", Ed. Grasset, 2003 - Premio de los novelistas (2003)
- "Roman nègre", Ed. Grasset, 2008
- "Les Champs de bataille", Ed. Grasset, 2012
- "La Société", Ed. Grasset, 2014
- "Le Temps des Bohèmes", Ed. Grasset, 2015

La novela "La Separación" ha sido publicada en castellano en 1999.

#### Colaboraciones literarias
Hasta el momento ha publicado ocho volúmenes de Las aventuras de Boro, reportero gráfico en colaboración con Jean Vautrin:
- "La Dame de Berlin" (1987). Publicada en castellano como "La dama de Berlín" (1992).[10]
- "Le Temps des cerises" (1990). Publicada en castellano como "La temporada de las cerezas" (1993).[11]
- "Les Noces de Guernica" (1994).
- "Mademoiselle Chat" (1996).
- "Boro s’en va-t-en guerre" (2000).
- "Cher Boro" (2005).
- "La Fête à Boro" (2007).
- "La Dame de Jérusalem" (2009)

Colaboraciones con Enki Bilal:
- "Un siècle d’amour, vol. 1", Ed. Fayard, 1999.
- "Un siècle d’amour, vol. 2", Ed. Fayard, 2010.

### Relatos históricos y ensayos
Ha publicado relatos históricos y ensayos tanto bajo seudónimo como bajo su propio nombre:
Bajo el seudónimo de Marc Kajanef
- "L’Année de la musique", Ed Stock, 1980.
- "Johann Sebastian Bach", Ed Stock, 1981, sobre la figura de Johann Sebastian Bach.

Bajo su propio nombre
- "Le petit livre de l'orchestre et de ses instruments", Ed. Points, 1993.
- "Tabac, Mille et une Nuits, Ed. Seouil, 1995.
- "Journal d’une victoire", en colaboración con Zinédine Zidane, Ed. Robert Laffont-Plon, 2000.
- "Les Carnets de la Californie" (texto sobre Picasso), Ed. Le Cercle d’art, 2000.
- "Les Années Montmartre", Ed. Mengès, 2007.
- La trilogía "Les Aventuriers de l'Art moderne" :
  - "Bohèmes, Les Aventuriers de l’Art moderne (1900-1930)", Ed. Calmann-Lévy, 1998.
  - "Libertad! Les Aventuriers de l’Art moderne (1931-1939)",  Ed. Grasset, 2004.
  - "Minuit: Les Aventuriers de l’Art moderne (1940-1945)", Ed. Grasset, 2010.

## Trabajos para el cine y televisión
Su relación con el mundo del cine ha sido principalmente como guionista, aunque también ha salido como actor e interpretándose a sí mismo.

### Guiones
- 1991 : "Milena" de Véra Belmont.
- 1991 : "Netchaiev est de retour" de Jacques Deray.
- 1991 : "La Señora de Berlín", telefilme de Pierre Boutron, según su propia novela (TF1).
- 1992 : "La Fille de l'air"  de Maroun Bagdadi.
- 1994 : "La Separación" de Christian Vincent, según su propia novela.
- 1996 : "Tykho Moon" de Enki Bilal.
- 1997 : "Les Parents modèles", telefilme de Jacques Fansten (France 2).
- 2002 : "Jean Moulin", telefilme de Yves Boisset (France 2) - Gran premio del Mejor guion de televisión (FIPA 2001).
- 2003 : "De soie et de cendre", telefilme de Jacques Otmezguine (France 3).
- 2003 : "Simon le juste", telefilme de Gérard Mordillat.
- 2005 : "Les Enfants" de Christian Vincent.
- 2006 : "Le Rainbow Warrior", telefilme de Pierre Boutron (Canal+).
- 2007 : "Monsieur Max" , telefilme de Gabriel Aghion (France 3 y Arte).
- 2008 : "Plus tard, tu comprendras" de Amos Gitaï, según el libro de Jérôme Clément.
- 2009 : "Un homme d’honneur", telefilme de Laurent Heynemann (France 2) - Fipa de plata en el FIPA 2009.
- 2010 : "Carlos", miniserie de Olivier Assayas - Selección oficial al festival de Cannes 2010 - Globos de Oro 2010 a la mejor miniserie o del mejor telefilme.
- 2010 : "J’étais à Nuremberg", telefilme de André Chandelle (France 2).
- 2011 : "Goldman", telefilme de Christophe Blanco (Canal+).
- 2012 : "Les Hommes de l'ombre", miniserie de Frédéric Tellier (France 2).
- 2014 : "Résistance", miniserie de Miguel Courtois, Alain Goldman y David Delrieux (TF1).
- 2015 : "La Vie devant elles", seria televisiva en colaboración con Stéphane Osmont (France 3).
- 2016 : "Marsella", serie televisiva emitida en la cadena Netflix.

### Como actor
- 1991 : "Toujours seuls".
- 1993 : "En compagnie d'Antoine Artaud".
- 1999 : "Paddy".